# María Luisa Ross Landa
María Luisa Ross Landa (Pachuca, Hidalgo, Mèxic, 14 d'agost de 1887- Ciutat de Mèxic, 12 juny de 1945) va ser una periodista, educadora, escriptora, traductora, guionista, actriu, i funcionària feminista mexicana. Figura prominent i realitzadora d'una carrera fructífera en diferents camps de la cultura, es considera a Ross Landa com la primera reportera mexicana i fundadora i directora de la primera ràdio educativa de país.

## Trajectòria
María Luisa Ross Landa va néixer en una família culta i benestant. El seu pare, Alejandro Ross era metge militar (tinent coronel) i va ser sotsdirector del nou Hospital General de Mèxic i director de l'Hospital General de Pachuca; a més, va ser catedràtic d'anglès de l'Institut Literari i professor de l'Hospital Militar d'Instrucció de la ciutat de Mèxic. i va tenir vincles amb el govern de Porfirio Díaz. La seva mare, Elena Landa, d'ascendència espanyola, va ser prefecta de l'Escola Nacional Secundària de Nenes de Pachuca.
La posició social de la família va permetre a María Luisa Ros accedir a una educació privada de qualitat, a la qual poques noies podien aspirar en aquella època. Va estudiar a l'Escola Normal per a Mestres, on es va graduar el 1900 i també a l'Escola d'Alts Estudis (avui dia Facultat de Filosofia i Lletres) de la Universitat Nacional de Mèxic i en el Conservatori Nacional de Música de Mèxic, on va obtenir el mestratge en recitació i declamació. Va assistir a les sessions de l' Ateneu de la Joventut. Va ser reconeguda per la seva erudició i pel domini de diversos idiomes.
Ross Landa és reconeguda com la primera dona periodista de Mèxic. Va escriure en els diaris mexicans El Universal, El Universal Ilustrado, El Imparcial i Revista de Revistas de Excélsior, mitjà del qual va ser fundadora; així mateix va col·laborar en La Prensa i El Regidor, diaris de la ciutat de San Antonio. En Hispano-América, de San Francisco, el 1918 va publicar un article de títol «Envidia». En algunes ocasions va signar els seus articles periodístics amb pseudònims com ara «El Paje Merelí» i «Silvia Setala» o únicament amb el nom de fonts, Maria Luisa.
Ross Landa va fer algunes incursions en el mónj del cinema, com a guionista i com a actriu. Va escriure el guió de la pel·lícula Obsessión de 1917, film en el qual també va actuar. Va ser coautora, amb Manuel de la Bandera, del guió de Trist crepuscle, estrenada també el 1917. L'any següent es va estrebar el film Maciste turista, en el qual va participar com a guionista i actriu. El 1917 es va posar en escena el seu poema Roses d'amor en el Teatre Arbeu.
Gràcies al seu prestigi, en les dècades de 1920 i 1930, va ser ambaixadora d'art i cultura a Europa per la UNAM. Com defensora dels drets de les dones, Ross advocaria per una major participació de la dona en espais educatius i culturals; així mateix va fundar la Unió Feminista Iberoamericana .
En el servei públic va realitzar diferents projectes, entre ells el 1913 va ser designada pel president Victoriano Huerta com a ambaixadora de la cultura mexicana a Espanya. Durant la seva estada a Espanya, que va ser d'uns cinc mesos, va impartir conferències sobre diversos temes de la cultura de Mèxic. Entre les entitats quer la van acollir hi ha l'Ateneu Barcelonès, on va tractar de «Los poetas jóvenes mejicanos» i l'Ateneu de Madrid. Ross Landa tindria la confiança de José Vasconcelos per crear i dirigir alguns dels projectes més rellevants educatius-alfabetitzadors de l'època. Per això va ser nomenada per ser al front de la primera emissora de ràdio educativa de Mèxic, l'objectiu de la qual era difondre massivament educació i alfabetització a tot el país. El 30 de novembre de 1924 va començar a emetre en fase experimental la que avui es coneix com a Radio Educación i aleshores era la Dirección de Extensión Educativa por Radio de la SEP. L'emissora va funcionar en la freqüència CGZ i posteriorment en XFX. Ross va treballar a l'emissora en dues etapes: de 1924 a 1930 i de 1931 a 1933. El gener de 1925 va ser designada cap de la secció ràdio-telefònica de la Secretaria d'Educació Pública (SEP), tenint a càrrec l'emissora i els seus continguts. L'estació va tenir la tasca de difondre coneixements educatius, culturals i científics, en tant el govern mexicà dotava d'aparells receptors a diferents comunitats, pobles i ciutats. En aquesta tasca, María Luisa Ross visitaria pobles i comunitats, mateixes en què s'impartiria conferències sobre el valor de l'educació. Ella va renunciar al càrrec després de la sortida de Emilio Portes Gil de la SEP i tornaria de 1931 a 1933 a dirigir la radiodifusora. Obres escrites per Ross per a la instrucció bàsica serien referència per diverses dècades i serien ocupades en nivells bàsics com primàries, entre ells el premiat Contes sentimentals i El món dels nens. Ross va ser presidenta de la Societat d'Autors Didàctics Mexicans i va integrar la Comissió Permanent del Congrés Nacional d'Educadors.
A nivell filantròpic va participar en la fundació de la Creu Roja Mexicana i va acudir a Monterrey en auxili de les persones damnificades per les pluges de 1909. De 1933 a 1945 ocuparia la direcció de diverses biblioteques, entre elles la del Museu d'Arqueologia i Història, situat a la Ciutat de Mèxic.
Va morir en la Ciutat de Mèxic el 12 de juny de 1945 víctima d'una úlcera al duodè i d'anèmia.

## Obra

### Materials educatius
- Lecturas selectas (1922)
- Memorias de una niña, (1923 i 1924)
- El mundo de los niños, (1924)
- Lecturas instructivas y recreativas (1925)
- Cuentos sentimentales

### Novel·la
- La culpa
- Así conquista España (1923)